# Сант-Іньяціо
Сант Іньяціо (італ. Sant'Ignazio di Loyola a Campo Marzio) — барокова церква ордена єзуїтів у Римі, присвячена Ігнатію Лойолі, засновнику ордена єзуїтів, канонізованого у 1622.

## Історія
Церква була побудована на кошти кардинала Лудовіко Лудовісі, племінника папи Григорія XV, за ескізами Карло Мадерно під керівництвом єзуїта Р. Ораціо Грассі у 1626—1650. План церкви з численними капелами нагадує Іль Джезу. В інтер'єрі примітний фресковий розпис стелі "Тріумф св. Ігнатія Лойоли "(1690) роботи художника і математика Андреа Поццо, що створює на плоській стелі церкви ілюзію купола. Фрески у апбиді зображують життя і діяння св. Ігнатія. У церкві Сант Іньяціо знаходяться надгробки двох шанованих єзуїтів: святого Алоїзія і св. Івана Берхмана (покровителів молоді та студентів). Церква є титулярною дияконією.

## Титулярна церква
З лютого 2001 кардинал-дияконом з титулом S. Ignatii de Loyola in Campo Martio є Роберто Туччі. Він же є Кардинал-священик Pro hac vice з титулом цієї церкви з 21 лютого 2011.

## Галерея

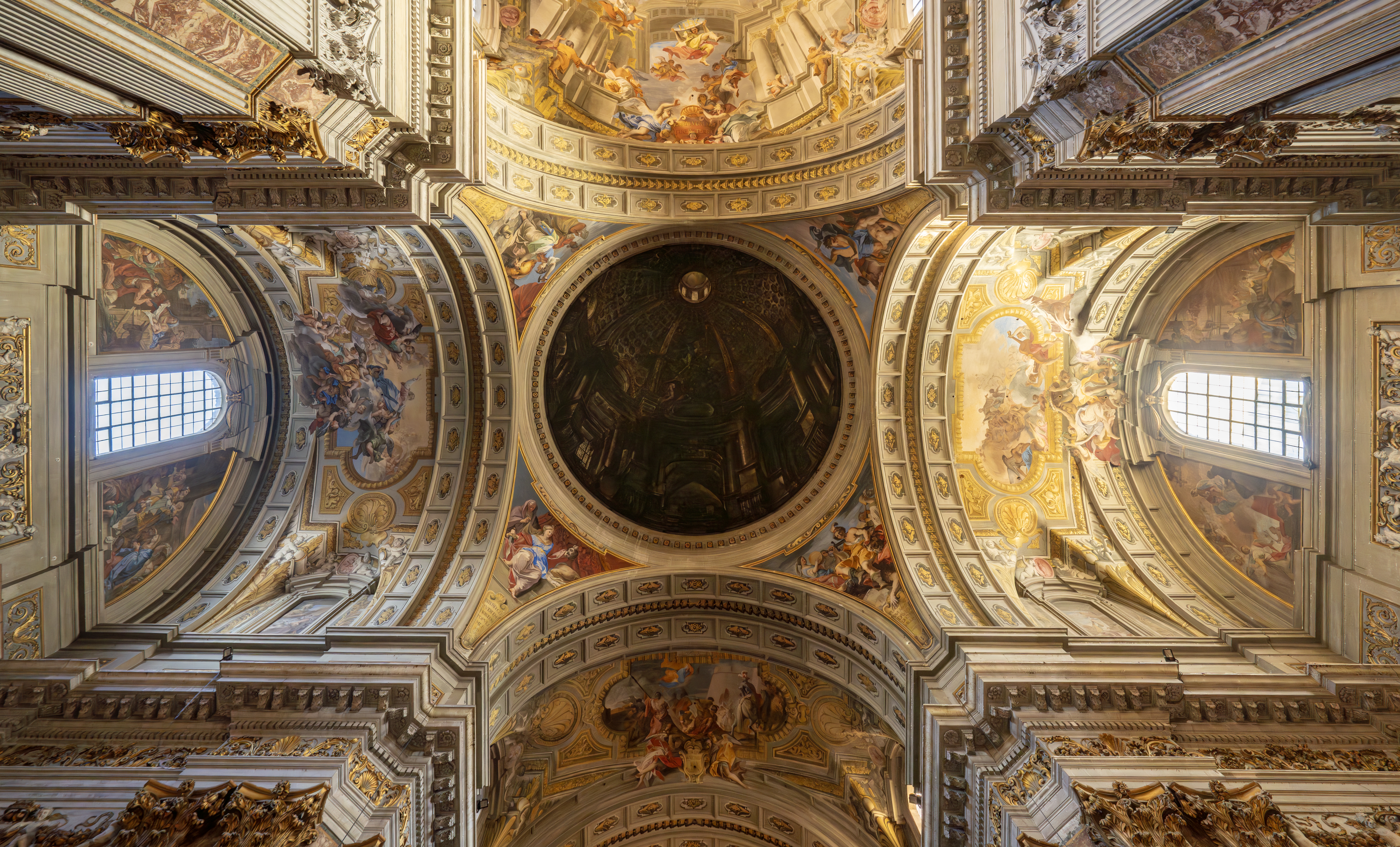
Ілюзорний купол зі сценою вознесіння св. Ігнатія
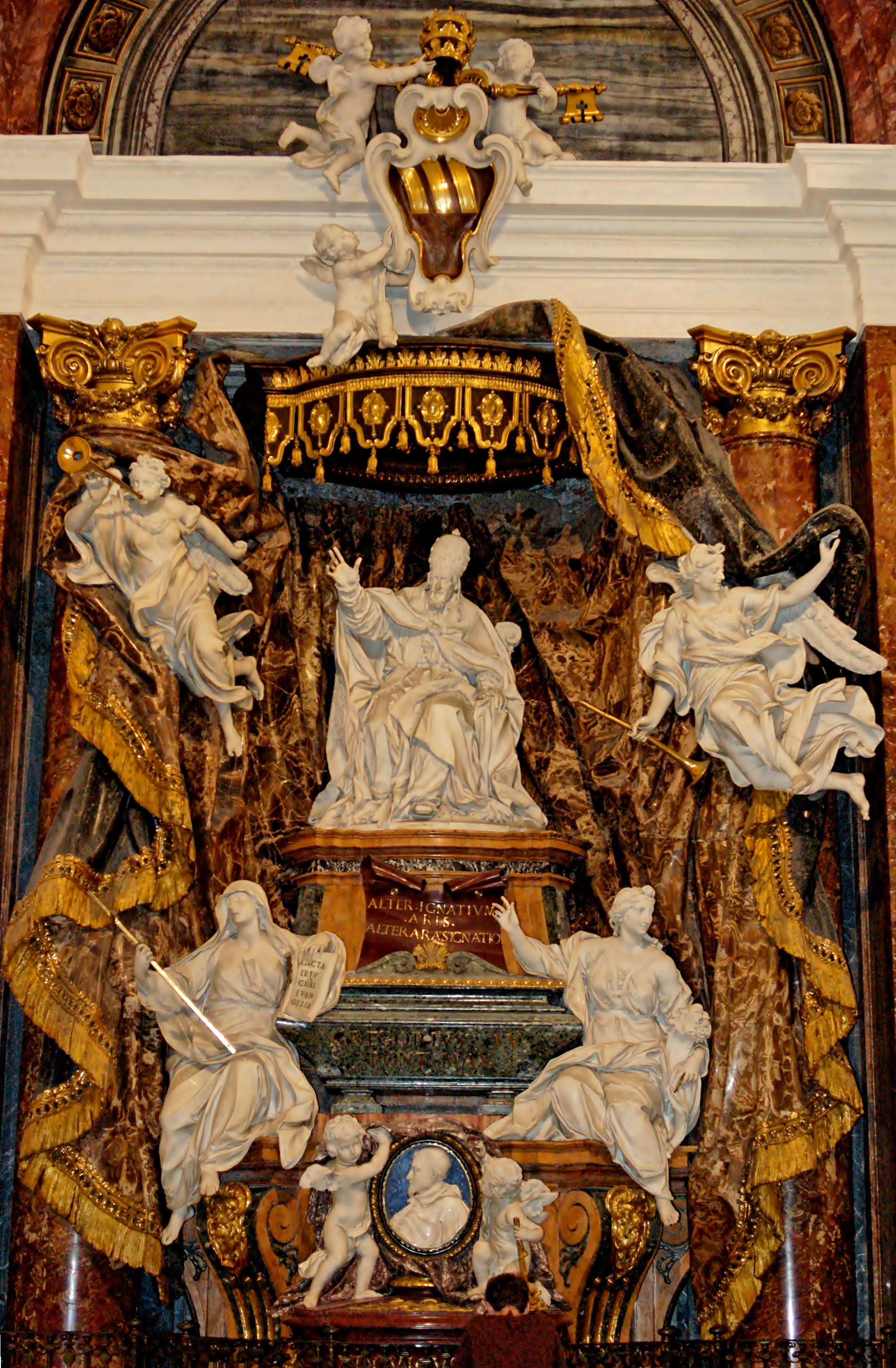
Надгробок Григорія XV
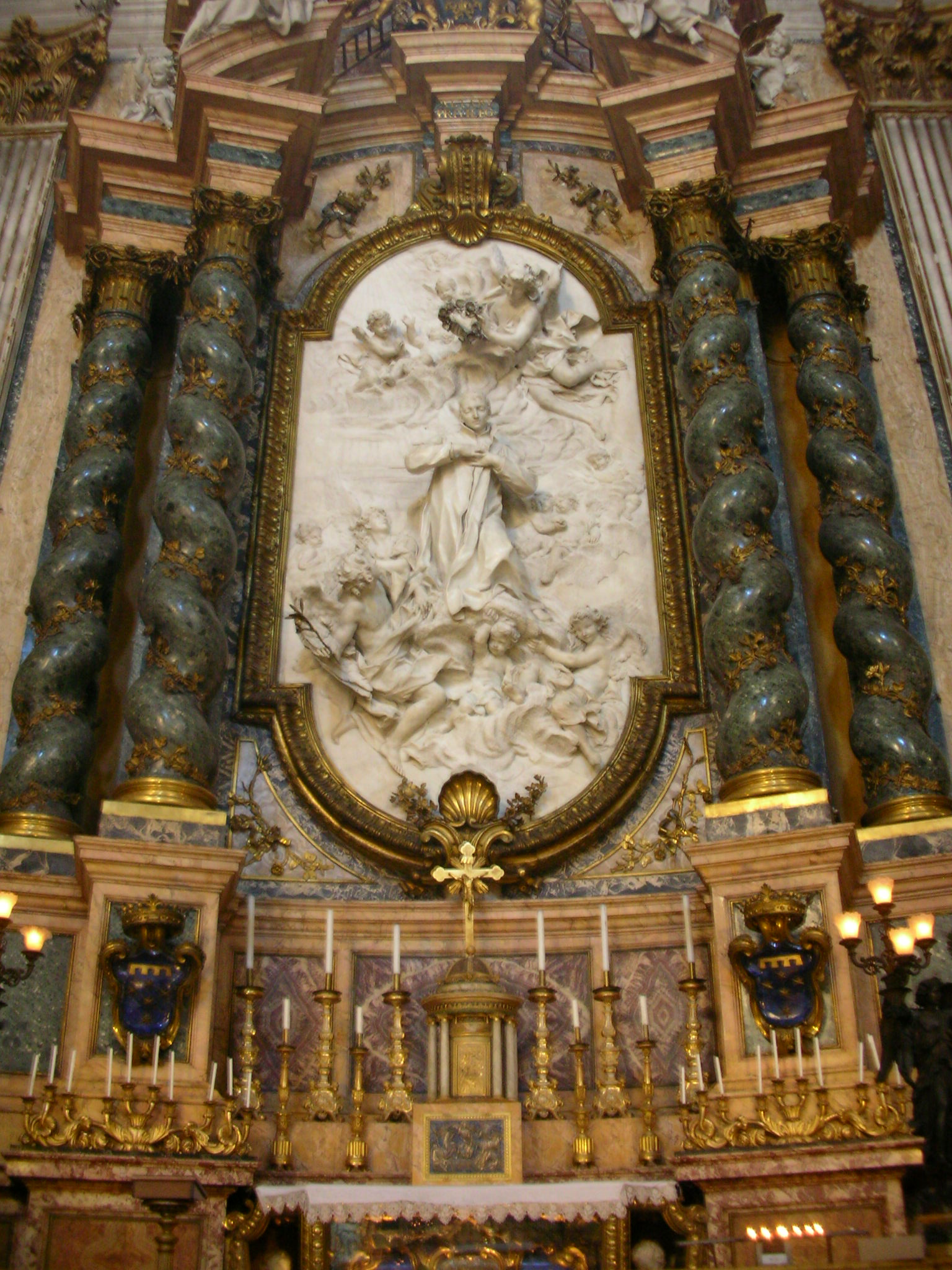
Рельєф вівтара
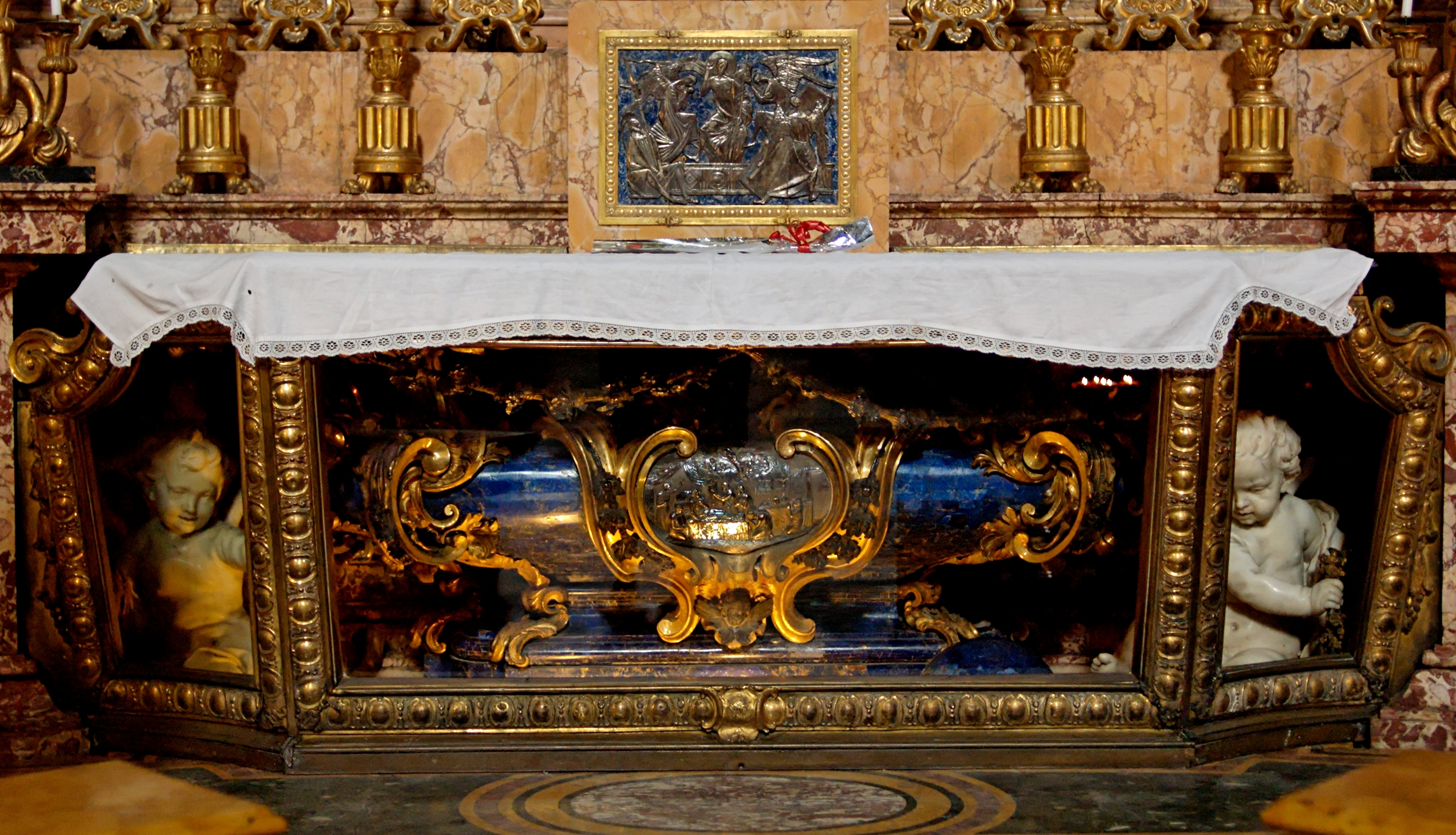
Надгробок святого Алоїза
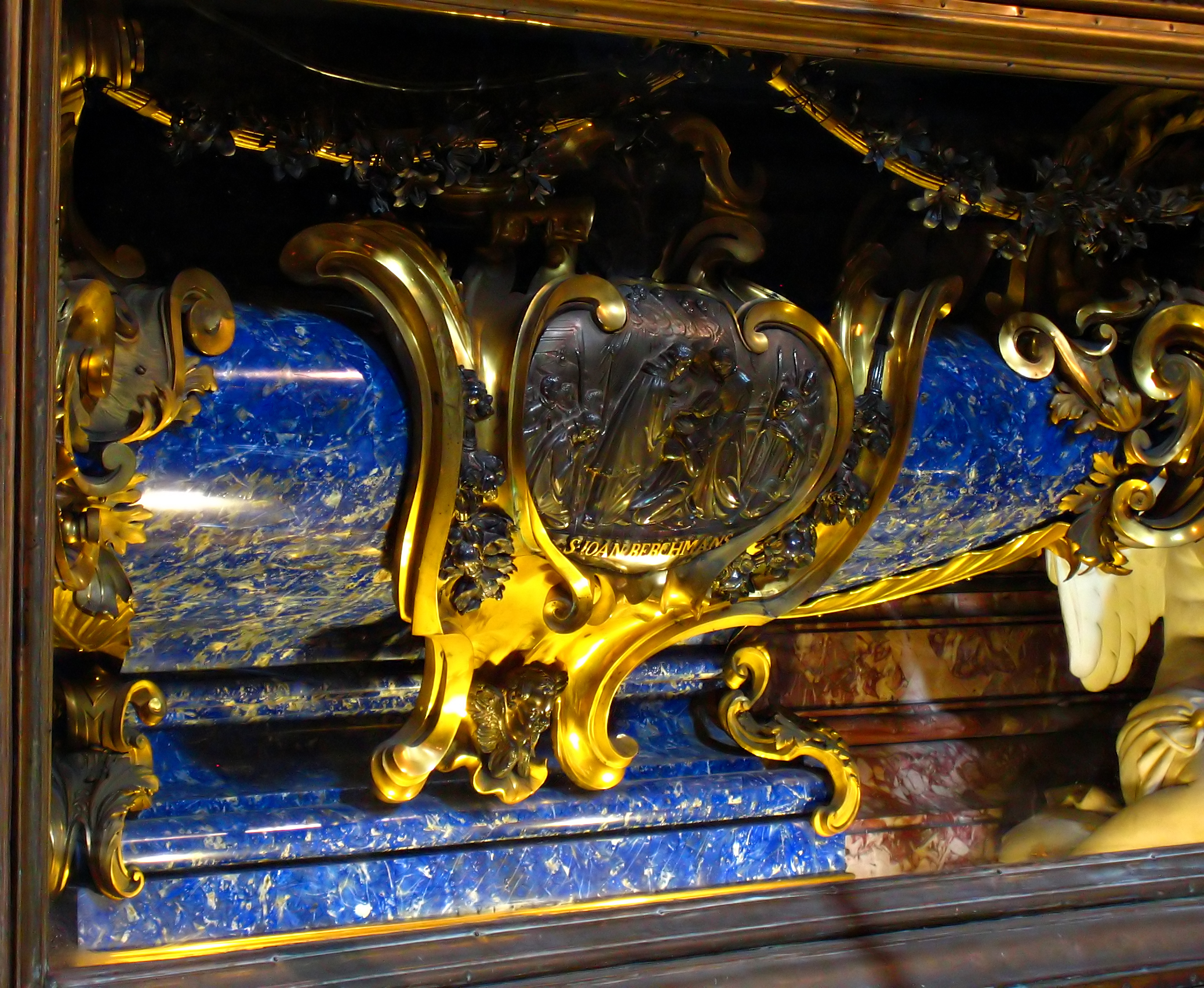
Надгробок святого Івана Берхмана
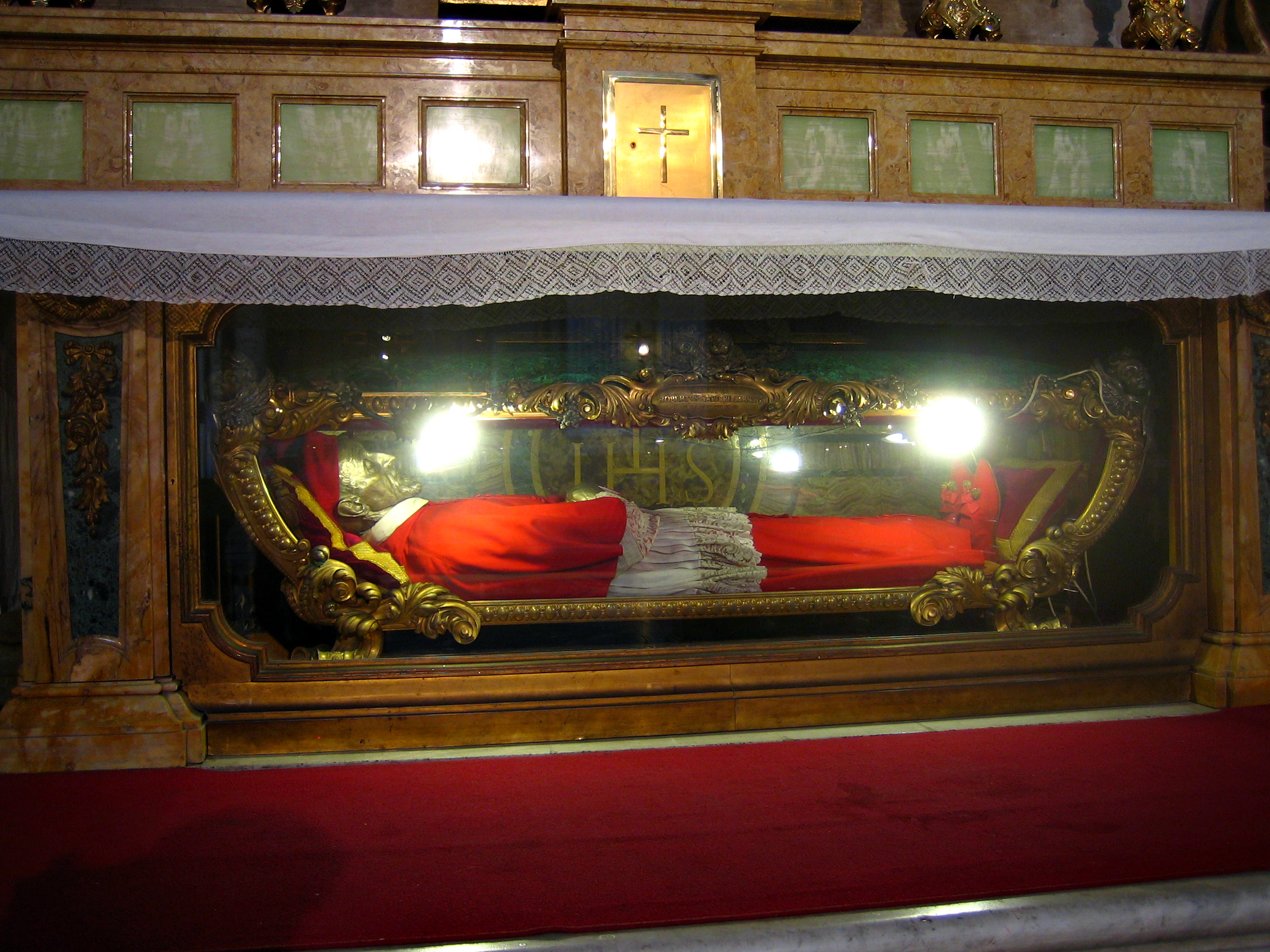
Скляний надгробок св. кардинала Белларміно